# 125. vestlige længdekreds
Den 125. vestlige længdekreds (eller 125 grader vestlig længde) er en længdekreds, der ligger 125 grader vest for nulmeridianen. Den løber gennem Ishavet, Nordamerika, Stillehavet, det Sydlige Ishav og Antarktis.